# Mor (langue papoue)
Pour les articles homonymes, voir Mor (homonymie).
Le mor est une langue papoue parlée en Indonésie, dans la province de Papouasie occidentale, dans la péninsule de Bomberai.

## Classification
Le mor fait partie des langues possiblement rattachées, selon Malcolm Ross, à la famille hypothétique des langues de Trans-Nouvelle-Guinée. Pour Haspelmath, Hammarström, Forkel et Bank l'appartenance du mor à cet ensemble, que ce soit dans la comparaison du vocabulaire comme dans celle des pronoms personnels, n'est pas établie et le mor doit continuer à être vu comme un isolat linguistique.

## Sources
- (en) Malcolm Ross, 2005, Pronouns as a preliminary diagnostic for grouping Papuan languages, dans Andrew Pawley, Robert Attenborough, Robin Hide, Jack Golson (éditeurs) Papuan pasts: cultural, linguistic and biological histories of Papuan-speaking peoples, Canberra, Pacific Linguistics. pp. 15–66.
- (en) Harald Hammarström, 2010, The status of the least documented language families in the world, Language Documentation and Conservation, Vol. 4, pp. 177-212.